# Vacenovice
Vacenovice (en allemand : Watenowitz) est une commune du district de Hodonín, dans la région de Moravie-du-Sud, en République tchèque. Sa population s'élevait à 2 209 habitants en 2020.

## Géographie
Vacenovice se trouve à 9 km au sud-sud-est de Kyjov, à 11 km au nord-nord-est de Hodonín, à 50 km au sud-est de Brno et à 235 km au sud-est de Prague.
La commune est limitée par Skoronice au nord, par Vracov à l'est, par Ratíškovice au sud et au sud-ouest, et par Milotice à l'ouest.

## Histoire
La première mention écrite du village date de 1228.